# Atletismo en Chile
La organización del atletismo en Chile está a cargo de la Federación Atlética de Chile, creada en 1914, afiliada a la Asociación Internacional y una de las fundadoras de la Confederación Sudamericana en 1918. Su mayor recinto es el Estadio Atlético Mario Recordón y su principal competición es el Maratón de Santiago, ubicados en la capital.
Los atletas chilenos de élite mundial han sido Ricardo Bayer, Manuel Plaza, Marlene Ahrens, Gert Weil y Natalia Duco. Iván Moreno y Sebastián Keitel han logrado convertirse en el «blanco más rápido del mundo». Cristian Valenzuela fue campeón paralímpico. El país ha ganado dos medallas de plata en los Juegos Olímpicos: en Ámsterdam 1928 y Melbourne 1956, en tanto que 51 en los Juegos Panamericanos: 16 de oro, 14 de plata y 21 de bronce —el deporte local con más títulos y preseas—.

## Historia
Algunos pueblos indígenas en el actual territorio chileno realizaron competiciones similares a las del atletismo actual durante siglos. Los selknam realizaban carreras de velocidad y resistencia, que consistían respectivamente en marcar una meta determinada partiendo desde un lugar o dos puntos equidistantes frontales y en alcanzar la cumbre de un cerro regresando o correr alrededor de un lago. Servían también para dirimir discusiones.
Los mapuches lo aplicaron como ejercicio militar hasta el XIX. El rüngkün (saltar, en mapudungún) son pruebas de salto: vertical, de longitud, de obstáculos y desde altura. Similares al lanzamiento de martillo son el lükaytun (arrojar las boleadoras), para detener animales, pasando los 70 metros, y el witruwetun (tirar con la honda), hecha con una tira de cuero o trenza de lana. El waykitun (arrojar la lanza) corresponde al lanzamiento de jabalina, elaborada con una caña de colihue de cinco metros tostada para darle rigidez y afilada o con punta de acero sujeta con un cordón de cuero.

| Estos seis en igual hila corriendo, las lanzas por los fieles igualadas, a un tiempo las derechas sacudiendo, fueron con seis gemidos arrojadas: salen las astas con rumor crujiendo, de aquella fuerza e ímpetu llevadas, rompen el aire, suben hasta el cielo, bajando con la misma furia al suelo. | La de Pillolco fue el asta primera que falta de vigor a tierra vino; tras ella la de Guambo, y la tercera de Lepomande, y cuarta la de Crino; la quinta de Mareande, y la postrera, haciendo por más fuerza más camino, la de Orompello fue, mozo pujante, pasando cinco brazas adelante. |

Canto X, La Araucana de Alonso de Ercilla (1569).

## Competencias locales

### Maratones
- Maratón de Santiago (abril)[10]
- Maratón Rapa Nui (junio)[11]
- Patagonian International Marathon (septiembre)[12]
- Patagonian World Marathon (octubre)[13]
- Maratón de Valparaíso (noviembre)[14]
- Maratón Costa Pacífico (diciembre)[15]

## Chile en competencias internacionales
Chile en Campeonatos Sudamericanos de Atletismo ha sido campeón en 5 ocasiones: Montevideo 1919, Santiago 1920, Santiago 1935, Lima 1939 y Santiago 1943, participando en 52 de los 53 Campeonatos Sudamericanos, obteniendo hasta el año 2023 la inmensa suma de medallas de 296 de oro, 326 de plata y 371 de bronce, dando un total de 993 medallas obtenidas en este campeonato desde su creación. Igualmente el atletismo es uno de los deportes que más medallas le ha entregado a Chile en los Juegos Odesur, siendo el país con más medallas en la historia de esta competencia, siendo un total de 266 medallas, desglosandose estas en 91 de oro, 87 de plata y 88 de bronce.
En los Campeonatos Iberoamericanos de Atletismo, Chile siempre ha estado dentro de los 10 países más fuertes, es más se posiciona en el octavo lugar del medallero histórico de esta competencia: 24 medallas de oro, 27 medallas de plata y 33 medallas de bronce, dando un total de 84 medallas, ubicándose en la octava posición del medallero general histórico. En cuanto en los Juegos Panamericanos el atletismo es el deporte que más medallas de oro y más medallas totales le ha dado al país: 16 medallas de oro, 14 medallas de plata y 21 medallas de bronce, dando un total de 51 medallas, estando posicionado dentro de los 10 mejores países en esta competencia.
A nivel Juvenil y Junior Chile ha logrado obtener medallas de nivel mundial, incluso ha podido obtener medallas de oro y tener Campeones Mundiales (Claudio Romero en Sub-18 y Natalia Duco Sub-20); en Mundiales Sub-18 Chile tiene 1 medalla de oro, mientras que Mundiales Sub-20 Chile tiene 3 medallas, 1 de oro, 1 de plata y 1 de bronce.

## Atletas destacados
En las pruebas de potencia priman los atletas de ascendencia alemana y en las de resistencia, de española, según sus apellidos.[cita requerida]

### Fondistas

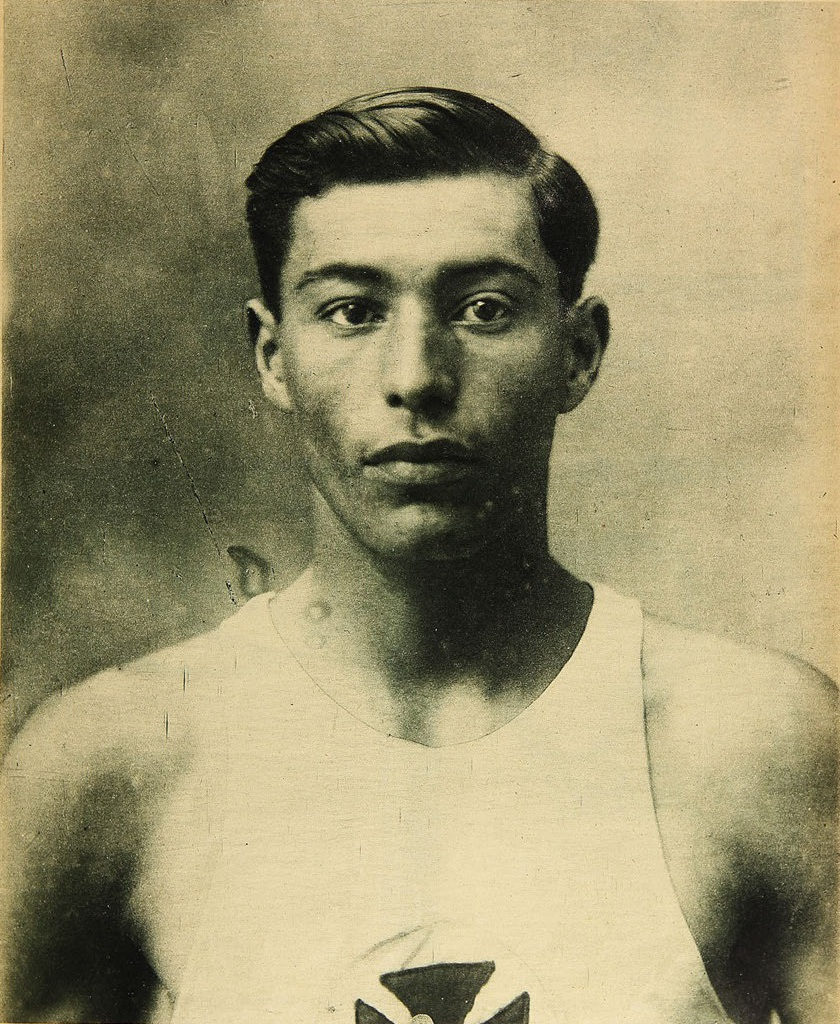
Manuel Plaza, el «mejor atleta de Chile en la historia».

- Manuel Plaza: quien no solo fue medalla de plata en los Juegos Olímpicos de 1928, también ganó 14 medallas de oro en los Campeonatos Sudamericanos de Atletismo.
- Alejandra Ramos: fue cinco veces campeona sudamericana y obtuvo una medalla de oro en Juegos Odesur.
- Pablo Squella: obtuvo 2 medallas de oro y una de plata en Juegos Odesur, además fue 2 veces campeón sudamericano.
- Erika Olivera: es la deportista chilena que ha participado en más Juegos Olímpicos, en 5 versiones, en Atlanta 1996, Sídney 2000, Atenas 2004, Londres 2012 y Río 2016, también es la mujer que ha completado más maratones en la historia de los Juegos Olímpicos. completando los 5 maratones en los que participó, además posee 1 medalla de oro y 1 de bronce en Juegos Panamericanos, 2 oros y 1 plata en Juegos Odesur.
- Cristian Valenzuela: es el mejor atleta paralímpico en la historia de Chile, fue medallista de oro en Londres 2012 y ha sido 3 veces campeón del Mundo Paralímpico.

### Lanzadores
- Rodolfo Hammersley: quien en los primeros torneos sudamericano de atletismo fue la gran figura que tenía Chile en donde se decía que "el solo valía por media delegación".[17]
- Ricardo Bayer: quien fue octavo en el lanzamiento de martillo en los Juegos Olímpicos de 1928.
- Marlene Ahrens: ella no solo fue medalla de plata en los Juegos Olímpicos de 1956, además de eso fue 2 veces medalla de oro en los Juegos Panamericanos, 4 veces medalla de oro en los Campeonatos Sudamericanos y 1 vez medalla de oro en los Juegos Iberoamericanos.
- Gert Weil: en sus mejores presentaciones olímpicas fue 10.º en los Juegos Olímpicos de 1984 y 6.º en los del 1988, además de eso fue 2 veces medalla de oro en Juegos Panamericanos, 8 veces medalla de oro en Campeonatos Sudamericanos, 3 veces medalla de oro en Juegos Odesur y 5 veces medalla de oro en Campeonatos Iberoamericanos.
- Karen Gallardo: ha sido 2 veces medalla de oro en Juegos Odesur y 2 veces medalla de oro en Campeonatos Iberoamericanos.
- Natalia Duco: ella es la mejor lanzadora de la bala que ha tenido Chile, fue campeona del mundo júnior en 2008, bronce panamericano en Toronto 2015, 4 medallas de oro en Juegos Odesur, 2 veces campeona sudamericana y 2 veces campeona iberoamericana.
- Gabriel Kehr: ganó la medalla de oro en el lanzamiento del martillo en los Juegos Panamericanos 2019 y ese mismo año ganó el oro en el Campeonato Sudamericano.
- Claudio Romero: a nivel juvenil a dado muchos triunfos, como el oro en el Campeonato Mundial sub-18 de 2017, el bronce en el Campeonato Mundial sub-20 de 2018 y también ha sido 2 veces campeón panamericano sub-20.

### Saltadores
- Carlota Ulloa: fue 3 veces campeona sudamericana, 1 en salto largo y 2 en los 80 metros valla.
- Eliana Gaete: logros ganar 2 medallas de oro y una medalla de plata en Juegos Panamericanos.
- Emilio Ulloa: ganó 1 medalla de oro en Juegos Panamericanos y 4 medallas de oro en Juegos Odesur.
- Daniel Pineda: Campeón Panamericano Guadalajara 2011 en el salto de longitud y Vicecampeón Ibero americano Trujillo 2018 además tiene el récord nacional de chile.

### Velocistas

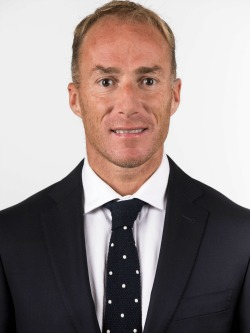
Sebastián Keitel, la «persona chilena más rápida en la historia».

- Luis Subercaseaux: quien fue el primer deportista chileno y latinoamericano en participar en los Juegos Olímpicos de la era moderna, participó en las pruebas de 100, 400 y 800 metros planos.
- Iván Moreno: quien fue semifinalista en los Juegos Olímpicos de 1968, además de ese año convertirse en el "hombre blanco mas rápido del mundo".
- Sebastián Keitel: fue el "hombre blanco mas rápido del mundo", sus mejores logros fueron la medalla de bronce en el Campeonato Mundial En pista cubierta de 1995, las 2 medallas de bronce en Juegos Panamericanos, los 4 oros y 3 bronces en Campeonatos Iberoamericanos, 2 oros y 2 platas en Campeonatos Sudamericanos, y finalmente una medalla de oro y otra de plata en Juegos Odesur.
- Isidora Jiménez: es una atleta chilena, la cual posee múltiples plusmarcas nacionales en las categorías menor, juvenil, sub-23 y adulta de atletismo, por lo que según los especialistas es la "mujer chilena más rápida en la historia". Isidora obtuvo una medalla de plata en los Juegos Panamericanos de 2023, además de tener 3 medallas de plata y 1 de bronce en Juegos Odesur.
- Martina Weil: en mayo de 2023, rompió el récord nacional chileno de 400 metros y luego procedió a bajarlo dos veces más antes de registrar 51,07 en la Liga de Diamante en Silesia, Polonia en julio de 2023. Ese mismo año, ganó medalla de oro en los 200 metros planos en el meeting de Gante, Bélgica, rompiendo el récord chileno de distancia bajo techo (23,91 segundos). En los Juegos Panamericanos realizados en Santiago obtuvo la medalla de oro en los 400 metros planos, mientras que junto Anaís Hernández, Isidora Jiménez y María Ignacia Montt consiguieron la medalla de plata en los relevos 4x100 con un tiempo de 44.19 segundos, batiendo el récord nacional.

## Plusmarcas internacionales
Actualizado al 13-11-2023

### Registros de pruebas actuales
- Gabriel Kehr el 12 de octubre del año 2022 logró el récord de los Juegos Odesur en lanzamiento del martillo, logrando un registro de 76,81 metros.
- Claudio Romero el 15 de octubre del año 2022 logró el récord de los Juegos Odesur en lanzamiento del disco, logrando un registro de 64,99 metros.
- Gonzalo Barroilhet en el año 2008 logró el récord Sudamericano en pista cubierta del heptatlón con un registro de 5951 puntos.

### Registros de pruebas discontinuadas
- Raúl Inostroza en el año 1943 logró el récord en los 3000 metros de los Campeonatos Sudamericanos con un registro de 8:32.4 minutos.
- Harold Rosenqvist en el año 1920 logró el récord en los 200 metros vallas de los Campeonatos Sudamericanos con un registro de 26,2 segundos.
- Hugo Krumm en el año 1919 logró el récord en Salto de pie largo de los Campeonatos Sudamericanos con un registro de 3,07 metros.
- Carlota Ulloa en el año 1969 logró el récord en los 80 metros vallas de los Campeonatos Sudamericanos con un registro de 11,0 segundos.
- Ricardo Montero, Roberto Salmona, Pedro E. Warnkey Victor Ríos en el año 1971 lograron el récord Sudamericano de la posta 4x1500 con un registro de 15:38.4 minutos.
- Erika Olivera en el año 1994 logró el récord en los 3000 metros de los Juegos Odesur con un registro de 9:31.06 minutos.